# Andrew Weaver (cyclisme)
Pour les articles homonymes, voir Andrew Weaver.
Andrew Weaver est un coureur cycliste sur route américain né le 12 février 1959 à Columbus (Ohio).

## Biographie
Andrew Weaver participe aux Jeux olympiques d'été de 1984 à Los Angeles dans l'épreuve du 100km par équipes aux côtés de ses coéquipiers Ron Kiefel, Davis Phinney et Clarence Knickman et remporte la médaille de bronze.